# Vicariato Apostólico de Vientiane
O Vicariato Apostólico de Vientiane (em latim: Vicariatus Apostolicus Vientianensis) é uma circunscrição eclesiástica da Igreja Católica situada em Vientiane, Laos. Seu atual vigário apostólico é Anthony Adoun Hongsaphong. Sua Sé é a Catedral do Sagrado Coração de Vientiane.
Possui 25 paróquias servidas por 14 padres, abrangendo uma população de 2.460.500 habitantes, com 0,7% da população jurisdicionada batizada (16.065 batizados).

## História
A prefeitura apostólica de Vientiane e Luang-Prabang foi erigida em 14 de junho de 1938 pela bula Ad regnum Dei do papa Pio XI, recebendo o território do vicariato apostólico do Laos (atual Arquidiocese de Thare e Nonseng).
Em 13 de março de 1952 por efeito da bula Est in Sanctæ Sedis do Papa Pio XII a prefeitura apostólica foi elevada a vicariato apostólico e assume seu nome atual.
Em 1 de março de 1963 cedeu uma parte do seu território em vantagem da ereção do Vicariato Apostólico de Luang Prabang.

## Prelados
|                          | Nome                                            | Período   | Notas                                         |
| Vicariato                | Vicariato                                       | Vicariato | Vicariato                                     |
| ------------------------ | ----------------------------------------------- | --------- | --------------------------------------------- |
| 6º                       | Anthony Adoun Hongsaphong                       | 2024-     | Atual                                         |
| 5º                       | Louis-Marie Ling Cardeal Mangkhanekhoun, I.V.D. | 2017-2024 | vigário apostólico emérito                    |
| 4º                       | Jean Khamsé Vithavong, O.M.I. †                 | 1984-2017 |                                               |
| 3º                       | Thomas Nantha †                                 | 1975-1984 |                                               |
| 2º                       | Etienne-Auguste-Germain Loosdregt, O.M.I. †     | 1952-1975 |                                               |
| 1º                       | Jean-Henri Mazoyer, O.M.I. †                    | 1938-1952 |                                               |
| Vicariato coadjutor      |                                                 |           |                                               |
|                          | Jean Khamsé Vithavong, O.M.I.                   | 1982-1984 |                                               |
| Bispo auxiliar           |                                                 |           |                                               |
|                          | Thomas Nantha                                   | 1974-1975 | elevado a vicariato                           |
|                          | Leonello Berti, O.M.I.                          | 1962-1963 | Nomeado Vicariato Apostólico de Luang Prabang |
| Administrador Apostólico |                                                 |           |                                               |
|                          | Louis-Marie Ling Mangkhanekhoun, I.V.D.         | 2017      | Vicariato Apostólico de Pakxe                 |